# Tenjō Tenge
Tenjou Tenge (天上天下, Tenjō Tenge, literalmente, "Céu(s) e Terra"), também grafado Tenjho Tenge é uma série de mangá escrita e ilustrada pelo mangaka Oh Great!, e publicado na revista Ultra Jump. Recebeu uma adaptção para anime pelo estúdio Madhouse, com 24 episódios, exibidos de 1 de Abril de 2004 a 16 de Setembro de 2004 na TV Asahi. Mais tarde foram lançados mais 2 OVAs intitulados Tenjou Tenge ULTIMATE FIGHT, que dão finalidade a série para TV.

## Enredo
Souichirou Nagi e Bob Makihara são dois delinquentes colegiais, cujo objetivo é fechar - através da violência - todas escolas por onde passam. Após 99 escolas, eles escolhem a Todou Gakkuen, um colégio conhecido por carregar gerações de artistas marciais. Lá, eles têm seus planos frustrados por uma garota, Maya Natsume, capitã do último grupo que se opõe ao Conselho Disciplinário, o Clube Juuken. A cada ano, grupos disputam pelo controle da escola, e o Conselho Disciplinário é encarregado de "destruir" seus opositores.

## Mangá
O Manga Tenjou Tenge foi publicado pela revista mensal manga japonês Ultra Jump, pela editora Shueisha, em 1997. Sua serialização foi Oh! Great(Ogure Ito) mainstream primeiro crossover em quadrinhos de escrever e ilustrar quadrinhos pornográficos. Cerca de duas vezes por ano, Shueisha compila cinco capítulos Tenjou Tenge em volumes encadernados. Tenjou Tenge foi licenciada para a publicação idioma Inglês pela CMX, que é um selo da DC Comics. CMX versão do mangá é pesadamente editado em ordem para que possa ser classificado como Teen "... para dar a mais ampla divulgação possível nos Estados Unidos". De acordo com o CMX, essas alterações foram feitas em conjunto com a Shueisha e Tenjou Tenge criador, Oh! Great, que analisa cada um dos volumes da CMX e suas alterações. Em janeiro de 2010, 21 tankōbon ter sido lançado no Japão, e 18 volumes na América do Norte. Em Junho de 2010 o manga chegou ao seu final no Japão na edição 22; no Brasil esperava-se que terminasse em Janeiro de 2011 com o mesmo número de edições que o original japonês, porém o último volume só foi lançado em Julho do mesmo ano.

## Anime
Tenjou Tenge O anime foi dirigido por Toshifumi Kawase, animado pela Madhouse e do filme Dr., e produzido pela TV Asahi e Avex. Episódios de vinte e quatro foram originalmente exibido semanalmente na TV Asahi no Japão, às quintas-feiras de 1 de abril de 2004 a 16 de setembro de 2004. Estes episódios, onde fez em oito volumes de DVD jogos da caixa. Dois episódios adicionais foram transmitidos pela TV Asahi no Japão em 16 de março de 2005 e liberado sob a forma de uma animação vídeo original chamado Tenjou Tenge: Ultimate Fight. O anime segue de perto a sua matéria-prima até o oitavo volume do mangá com exceção do conteúdo sexual que foi atenuada. O anime foi dublado em Inglês, francês, alemão e no idioma tagalo. A série de anime foi licenciado para o idioma Inglês pela Geneon Entertainment, e liberou todos os episódios, exceto o DVD especial chamado Tenjou Tenge: The Past Chapter, que é o back-história contada através de flashbacks, na segunda metade do anime TV condensada em o tamanho de quatro episódios. Embora não seja mencionado na Geneon Entertainment (E.U.A.) website, ou Tenjou Tenge do mini-site, a OVA está disponível no último volume, às vezes enumerados como episódios 25 e 26. Na Austrália e no Reino Unido, a série foi lançada em sete volumes, e incluir o OVA no sétimo disco.